# Hokejski Klub Celje
L'HK Celje, noto anche come HK Celje RST-Pellet per motivi di sponsorizzazione, è una squadra di hockey su ghiaccio slovena, con sede nella città di Celje. Rifondato nel 1998, dal 2012 al 2016 ha militato anche nella Inter-National-League, la seconda divisione austriaca.
A partire dalla stagione 2023/24 disputa la Alps Hockey League.